# 僕にまかせてください
「僕にまかせてください」（ぼくにまかせてください）は、クラフトのセカンド・シングル曲である。
本作は1975年（昭和50年）に日本テレビ系で放送された土曜ドラマ「ほおずきの唄」の主題歌として使用され、50万枚のヒットを記録した。
作詞・作曲したのは当時グレープのメンバーであったさだまさしである。
当初、さだは楽曲名を「彼岸過迄」（ひがんすぎまで）としていたが、ディレクターの川又明博からイメージが暗いと指摘を受け、川又からの代案である「僕にまかせてください」が楽曲名として採用された。
グレープはライヴ・アルバム『グレープ・ライブ 三年坂』においてセルフ・カヴァーした。
なお、クラフト版とグレープ（さだまさし）版とでは大サビの歌詞が違う。
クラフト版では2番のサビを繰り返し、グレープ（さだまさし）版では1番のサビを繰り返す。クラフトの解散コンサート「THE LAST SERENADE」ではこの曲のみさだが友情出演したが、この際はさだのアレンジで歌っている。

## 収録曲
1. 僕にまかせてください
  - 作詞・作曲：さだまさし／編曲：クラフト、中村弘明
2. 鳳仙花(ほうせんか)
  - 作詞・作曲：さだまさし／編曲：クラフト